# Jennifer Lane
Jennifer Lane es una deportista británica que compitió en natación sincronizada. Ganó dos medallas de oro en el Campeonato Europeo de Natación de 1974, en las pruebas dúo y equipo.

## Palmarés internacional
| Campeonato Europeo | Campeonato Europeo       | Campeonato Europeo | Campeonato Europeo |
| Año                | Lugar                    | Medalla            | Prueba             |
| ------------------ | ------------------------ | ------------------ | ------------------ |
| 1974               | Ámsterdam (Países Bajos) | Medalla de oro     | Dúo                |
| 1974               | Ámsterdam (Países Bajos) | Medalla de oro     | Equipo             |